# Кормо (Ен)
Кормо (фр. Cormoz) је насељено место у Француској у региону Рона-Алпи, у департману Ен (Рона-Алпи).
По подацима из 2011. године у општини је живело 644 становника, а густина насељености је износила 32,92 становника/km².

## Демографија
| 1962. | 1968. | 1975. | 1982. | 1990. | 2011. |
| ----- | ----- | ----- | ----- | ----- | ----- |
| 708   | 640   | 572   | 550   | 502   | 644   |